# 鈴木光
鈴木 光（すずき ひかる、1998年9月18日 - ）は、日本の元クイズプレイヤー、元タレント。
筑波大学附属中学校・高等学校、東京大学法学部卒業。東京大学クイズ研究会に所属。渉外弁護士を目指し、大学卒業を以てクイズプレイヤーと芸能界を引退した。

## 来歴
東京都出身。本人には記憶はないが、小学校に入学する前、2年ほどインターナショナル・スクールに通っており、小学校に入学する頃は英語しか喋れない状態だった。母親の母子手帳には、生まれて初めてしゃべった言葉が英語の「ball」であったと記載されているという。小学2年生で英検2級に合格し、中学3年生で英検1級に合格した。
14歳であった2012年に、ソニーミュージックアーティスツが毎年夏に行う10代を対象とした1万人規模のオーディションでファイナリストに選ばれたことを契機に、同事務所に所属してモデルと女優のレッスンを受け、15歳までの間にいくつかの芸能活動をこなした。高校1年になって「アジア太平洋青少年リーダーズサミット」の代表に選ばれて学業が多忙となり、学業と芸能活動との両立は不可と考え、芸能活動を止めた。
高校1年だった2014年にZ会が主催する「超難問コロシアム」の本選へ友人とともに出場した。高校2年だった2015年に、日本からは麻布高等学校と筑波大学附属高等学校のみが出場資格のある、アジア太平洋青少年リーダーズサミットに参加。そのサミット参加で得た英語力と討論能力を活かして、スタンフォードe-Japanプログラムで上位5名に入り、最優秀賞を授与された。この国際的な活動経験が東京大学の推薦入学へと繋がることになる。高校3年だった2016年に、担任から東京大学法学部の推薦入試の受験を勧められ、半年ほど掛けてインド、パキスタンで多発する「名誉殺人」についての論文を準備して2017年2月に受験、面接における想定外の質問に躓きながらも、東京大学文科一類 への進学が決まった。
大学入学前の2017年3月に高校の担任教師の勧めでTBSのクイズ番組『東大王』のオーディション（筆記試験と面接）を受けて合格し、大学入学直後の2017年4月には「挑戦者」としての初出演を経てサブメンバーとなった。2017年11月には、『東大王』の入れ替え戦でベスト4に入った。その結果を受け、2017年11月19日放送の第14回より伊沢拓司や水上颯、鶴崎修功とともに東大王チームとしてレギュラー出演していたが、2021年3月24日放送分をもって同番組から卒業、同時にテレビ出演も終了した。3月29日、30日に『東大王 春のファン祭り2021』へのイベント出演を行い、多数のファンとの最初で最後の対面を果たし、芸能界における全ての活動を終了した。3月31日を以て、SNSを含む全てのメディアへの露出を終了。SNSについては一切の更新を停止し、引退から1年後に閉鎖するとした。
上記のほか、『プレバト!!』（TBS）の「俳句の才能査定ランキング」に2019年1月から出演。他の出演者と同様に挑戦者として参加し、査定をする夏井いつきから2回連続で「才能アリ」の評価を受け、「特待生」に昇格している。12月11日には、自身初となる著書「夢を叶えるための勉強法」が発売された。また、12月23日発売の『CanCam』2月号（小学館）では愛犬のココと共に特集され、当該号はファッション誌における鈴木の初特集となった。
司法試験に合格して企業法務を専門とする弁護士になるのを目標としており、大学1年生の2018年1月の時点で、1日に5時間以上を司法試験の勉強に割いていた。テレビ出演の傍ら、司法試験対策を継続し、大学3年生の2019年12月18日に放送された「東大王」で、司法試験予備試験を受験、合格したことを公表した。なお、2020年度の本試験は不合格に終わったことをSNSを通じて公表した。2021年12月2日に引退後初めて公式SNSを更新。TwitterとInstagramのアカウント閉鎖およびファンへのお礼を伝えるとともに、同年5月に再挑戦した司法試験に合格していたことを公表した。現在は大手の国際法律事務所に所属しており、「東大王」最終回には出演しなかったものの、撮影の観覧に訪れていたことが明かされている。

## 人物
中学・高校では軽音楽部に所属し、ギターとヴォーカルを務めた。好きなアーティストは椎名林檎で、一番好きな椎名の楽曲は、椎名のデビュー曲の『幸福論』。山崎まさよしの『One more time, One more chance』も好きな曲として挙げる。
「東大王」出演時など、マスメディアで「スタンフォード大学が認めた才媛」と呼ばれており、鈴木は「高校2年の時にスタンフォード大学から表彰されたことに由来している」という旨を述べている。「東大王」への出演などのクイズ活動は、勉強の合間の息抜きと位置付けている。

## 出演

### 過去のテレビ出演
- 東大王 （TBS、2017年4月よりサブメンバー、同年11月より正規メンバーとして2021年3月24日までレギュラー出演）
- オールスター感謝祭2018秋（TBS、2018年10月6日） - 東大王として出演
- 有田哲平の夢なら醒めないで（TBS、2018年11月27日）[16]
- イマドキ親子の事件簿（TBS、2019年1月2日）[17]
- プレバト!!（MBS、2019年1月3日、2月14日、3月7日、3月21日、4月4日、6月27日、10月10日、2020年1月3日、2月27日、3月5日、4月9日、9月24日）- 2019年1月3日、2020年1月3日、9月24日は東大王として出演（俳句・特待生3級[18]）
- 櫻井・有吉 THE夜会（TBS、2020年3月12日）[19] - 東大王として出演
- 中居正広の金曜日のスマイルたちへ（TBS、2020年3月13日）[20] - 東大王として出演
- ネプリーグ（フジテレビ、2018年11月5日[21]、2020年3月30日[22]）
- オトラクション（TBS、2020年8月29日）[23] - 東大王として出演
- 閃いたら勝ち（TBS、2020年9月24日）[24] - カズレーザーとともにチーム高学歴として出演
- 水曜日のダウンタウン（TBS、2021年3月17日）[25] - 東大王として出演

### CM・広告
- 大日本印刷「未来が楽しみになってきた!!」シリーズ[26][27]
  - 伸縮エレクトロニクス篇、GREEN PACKAGING篇
  - 情報銀行篇
  - 透明アンテナフィルム篇、次世代加飾パネル篇
- Sony Music Japan『ベスト・クラシック100極』[28]

### イベント出演
- 『東大王 春のファン祭り2021』（TBS、2021年3月29日、30日）[8]

## 著書
- 鈴木光『夢を叶えるための勉強法』KADOKAWA、2021年11月27日。ISBN 978-4-04-604797-7。